# 社会主义替代 (德国)
社会主义替代（德語：Sozialistische Alternative，缩写为SAV）是德国的一个极左翼组织。该组织成立于1994年。该组织的意识形态是社会主义、马克思主义、托洛茨基主义。该组织出版刊物《团结》。该组织是国际社会主义替代的支部。该组织的成员在左翼党内部活动，参与左翼党的内部派系反资本主义左翼。绰号“红色露西”的露西·雷德勒是该组织的重要活动家。
该组织自称是“基于马克思、恩格斯、列宁、托洛茨基、卢森堡和李卜克内西的传统的革命社会主义组织”，“坚持抵抗、团结和社会主义”。2015年，该组织有大约300名成员。